# Synapha nigrescens
Synapha nigrescens är en tvåvingeart som beskrevs av Lane 1954. Synapha nigrescens ingår i släktet Synapha och familjen svampmyggor. Inga underarter finns listade i Catalogue of Life.